# Sultan Hashim Ahmad al-Tai
Sulṭān Hāshim Aḥmad Muḥammad al-Ṭāʾī (سلطان هاشم أحمد محمد الطائي, Mosul, 1945 – Nassíria, 19 de julho de 2020) foi um político e militar iraquiano, que ocupou o cargo de ministro da defesa sob o regime do quinto presidente do Iraque, Saddam Hussein. Considerado um dos mais competentes comandantes militares iraquianos por sua atuação durante a Guerra Irã-Iraque entre 1980 a 1988, ele foi nomeado para o posto em 1995. Durante sua carreira militar de trinta anos, Sultan comandou duas brigadas, três divisões, e dois corpos do exército regular antes de assumir as responsabilidades como ministro da Defesa. Sultan não era apenas um membro do círculo íntimo de Saddam, mas também um parente próximo por casamento: sua filha era casada com Qusay Hussein, filho mais jovem do ditador - considerado por muitos como seu possível herdeiro.
Em 1988, foi comandante do I Exército Iraquiano, desempenhando um papel importante na Operação Anfal contra os curdos. Mais tarde, na Guerra do Golfo, al-Tai foi nomeado comandante do III Corpo do Exército Iraquiano, e, em seguida, assinou o cessar-fogo que finalizou o conflito. Ele sobreviveu a vários expurgos e se tornou o general mais graduado do exército iraquiano. Foi considerado em grande parte como uma figura decorativa nas forças armadas iraquianas com controle real nas mãos de Saddam.
Como a invasão do Iraque se aproximava, foi relatado no The Guardian em Fevereiro de 2003, que havia sido colocado sob prisão domiciliar por Saddam Hussein, numa iniciativa que foi aparentemente concebida para evitar um golpe de Estado. No entanto, ele continuou a aparecer na TV estatal iraquiana, para preservar um sentido de normalidade.
Era o número 27 na "lista das antigas autoridades iraquianas mais procuradas" pelos Estados Unidos. Em 19 de setembro de 2003, após quase uma semana de negociações, ele se entregou em Mosul para a 101ª Divisão Aerotransportada dos EUA.
Ahmad, juntamente com vários outros colaboradores de Saddam, foi levado perante a um tribunal especial iraquiano pelo caso de Anfal. Em 24 de junho de 2007, ele foi condenado à morte por enforcamento por crimes de guerra e crimes contra a humanidade. Sua execução foi agendada para 11 de setembro de 2007, mas nunca foi realizada por causa da desaprovação pública do presidente e do vice-presidente do Iraque.
Morreu no dia 19 de julho de 2020 no presídio de Nassíria, aos 74 anos, de ataque cardíaco.